# Cristina Grado
Cristina Grado, all'anagrafe Maria Cristina Grado (Roma, 2 febbraio 1939 – Roma, 3 gennaio 2016), è stata un'attrice, doppiatrice e direttrice del doppiaggio italiana.

## Biografia
Inizialmente attiva presso la A.R.S. e quindi per la Sinc Cinematografica, era la madre della doppiatrice Alessandra Grado.

## Filmografia

### Cinema
- Terra straniera, regia di Sergio Corbucci (1952)
- Canzoni, canzoni, canzoni, regia di Domenico Paolella (1953)
- Il vetturale del Moncenisio, regia di Guido Brignone (1954)
- Piscatore 'e Pusilleco, regia di Giorgio Capitani (1954)
- La torre del piacere (La tour de Nesle), regia di Abel Gance (1955)
- Prigionieri del male, regia di Mario Costa (1955)
- L'angelo delle Alpi, regia di Carlo Campogalliani (1957)
- Sorbole... che romagnola, regia di Alfredo Rizzo (1976)
- La compagna di banco, regia di Mariano Laurenti (1977)
- Uomini e no, regia di Valentino Orsini (1980)

### Televisione
- Più rosa che giallo – serie TV, 7 episodi (1962)
- La scalata, regia di Vittorio Sindoni – miniserie TV (1993)
- Vite a termine, regia di Giovanni Soldati – film TV (1995)

## Doppiaggio

### Film cinema
- Rosemary Harris in Spider-Man, Spider-Man 2, Spider-Man 3, Onora il padre e la madre
- Olympia Dukakis in Senti chi parla adesso!
- Eva Renzi in L'uccello dalle piume di cristallo
- Alida Valli in Fatal Frames - Fotogrammi mortali
- Jane Alexander in The Ring
- Norma Bengell ne I cuori infranti
- Elizabeth Wilson in Quiz Show

### Film d'animazione
- Sindaco Tippy Dink in Doug - Il film
- Impiegata in Estremamente Pippo
- Miss Beatrice Miller in Alvin e i Chipmunks incontrano Frankenstein
- Ruby in Lilli e il vagabondo II - Il cucciolo ribelle
- Zidora ne I Lunes e la sfera di Lasifer
- Nana in Madagascar
- Ursula in Topolino & i cattivi Disney

### Telefilm
- Kathryn Joosten in Desperate Housewives - I segreti di Wisteria Lane
- Katherine MacGregor in La casa nella prateria
- Concetta Tomei in China Beach
- Doris Day in Doris Day Show
- Frances Hyland in La strada per Avonlea
- Enzi Fuchs in Un dottore tra le nuvole

### Telenovelas
- María Rosa Gallo in: La donna del mistero, La donna del mistero 2, Manuela, Perla nera, Micaela, Gli indomabili
- Aurora Clavel in: Amalia Batista, Anche i ricchi piangono
- Marilù Elizaga e Alicia Rodríguez in: Anche i ricchi piangono
- Jacqueline Laurence in Dancin' Days
- Socorro Avelar in: Mariana, il diritto di nascere
- Maria Teresa Rivas in: Colorina
- Beatriz Moreno in: Gli anni passano
- Patricia Castell in: Andrea Celeste
- Chela Castro in: La voce del Signore
- Rosaria Galvez in: Nozze d'odio
- Blanca Torres in: La mia seconda madre
- Magda Guzmán in: Cuore di pietra
- Isabela Corona in: Viviana[2]

### Cartoni animati
- Nonna Dryden ne Il postino Pat
- Kaede in Inuyasha
- Ursula in La sirenetta - Le nuove avventure marine di Ariel e House of Mouse - Il Topoclub
- Nana Possible in Kim Possible
- May Parker in The Spectacular Spider-Man
- Suor Grey e Cathline in Candy Candy
- Nonna di Sentaro in Ranma ½
- Nonna Gatto ne Blue And Kat

### Videogiochi
- Flo in Cars - Motori ruggenti[3]